# Petroglyfy u Oněžského jezera a Bílého moře
Petroglyfy u Oněžského jezera a Bílého moře je název jedné z položek Světového kulturního dědictví v Rusku. Sestává z 4500 petroglyfů zachycených ve skalách během neolitického období (před 6 až 7 tisíci let) na území dnešní republiky Karélie. Je to jedna z největších lokalit v Evropě s petroglyfy, které dokumentují neolitickou kulturu ve Fennoskandinávii. Památka UNESCO je tvořena 33 skalními bloky ve dvou oddělených lokalitách: 22 skupin u Oněžského jezera a 11 u Bílého moře. U Oněžského jezera bylo nalezeno více než 1200 obrazů, převážně zobrazují ptáky, zvířata, napůl lidské, napůl zvířecí postavy a geometrické tvary. U Bílého moře je zdokumentováno přes 3400 prvků skalního umění, zobrazujících většinou výjevy z lovu či plavby, nebo obtisky zvířecích i lidských nohou. Vykazují uměleckou kvalitu a jsou důkazem kreativity autorů z doby kamenné. Petroglyfy vznikaly v blízkosti osad a pohřebišť. 

## Galerie

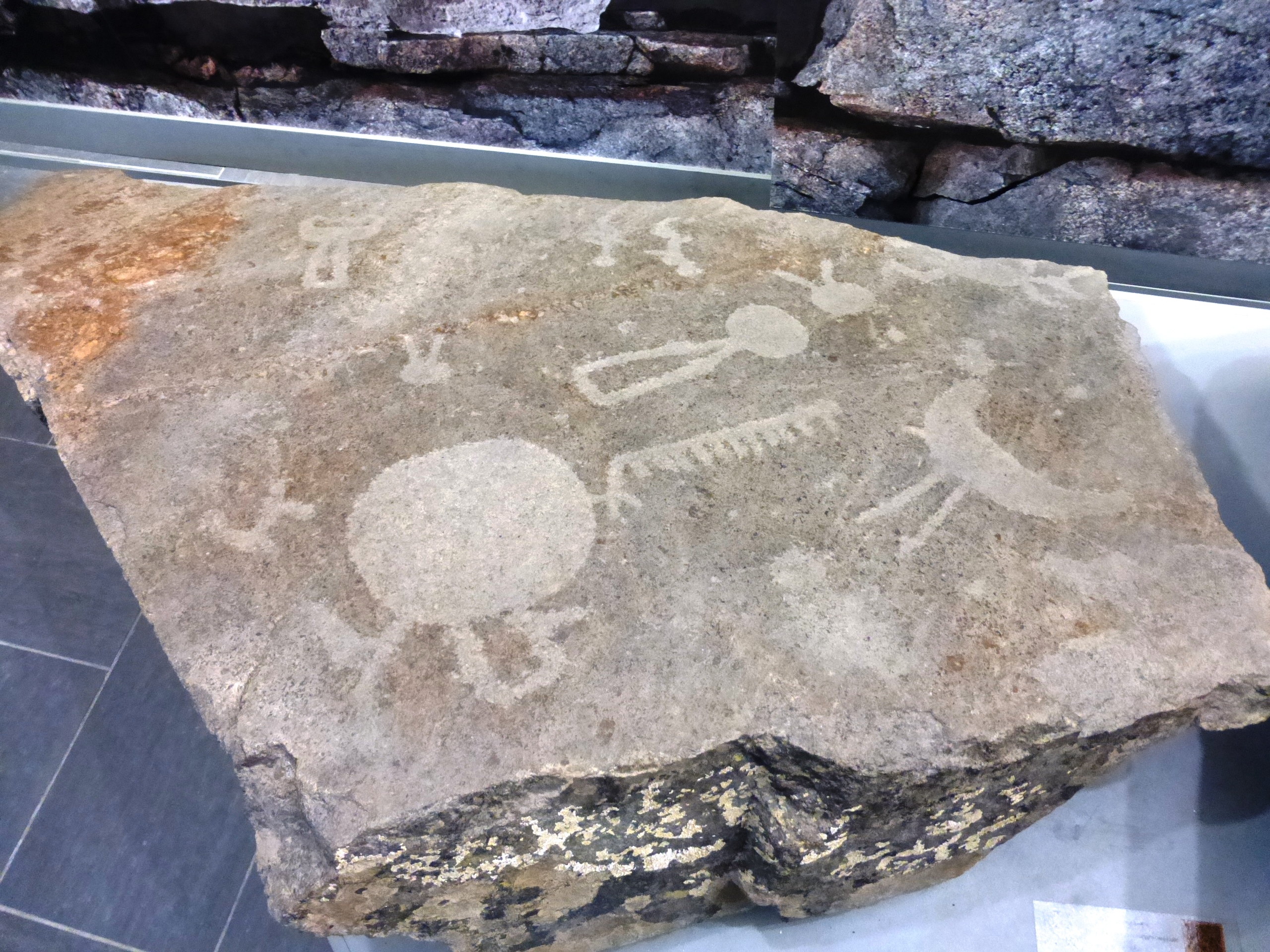
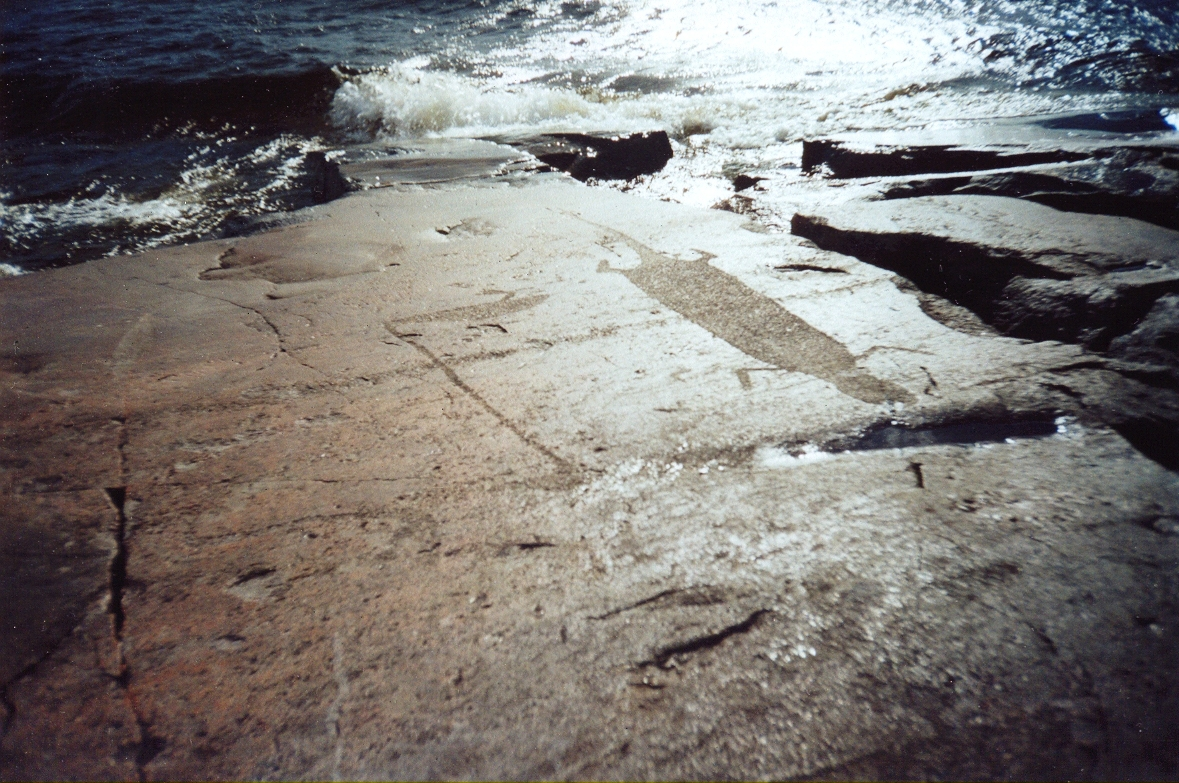
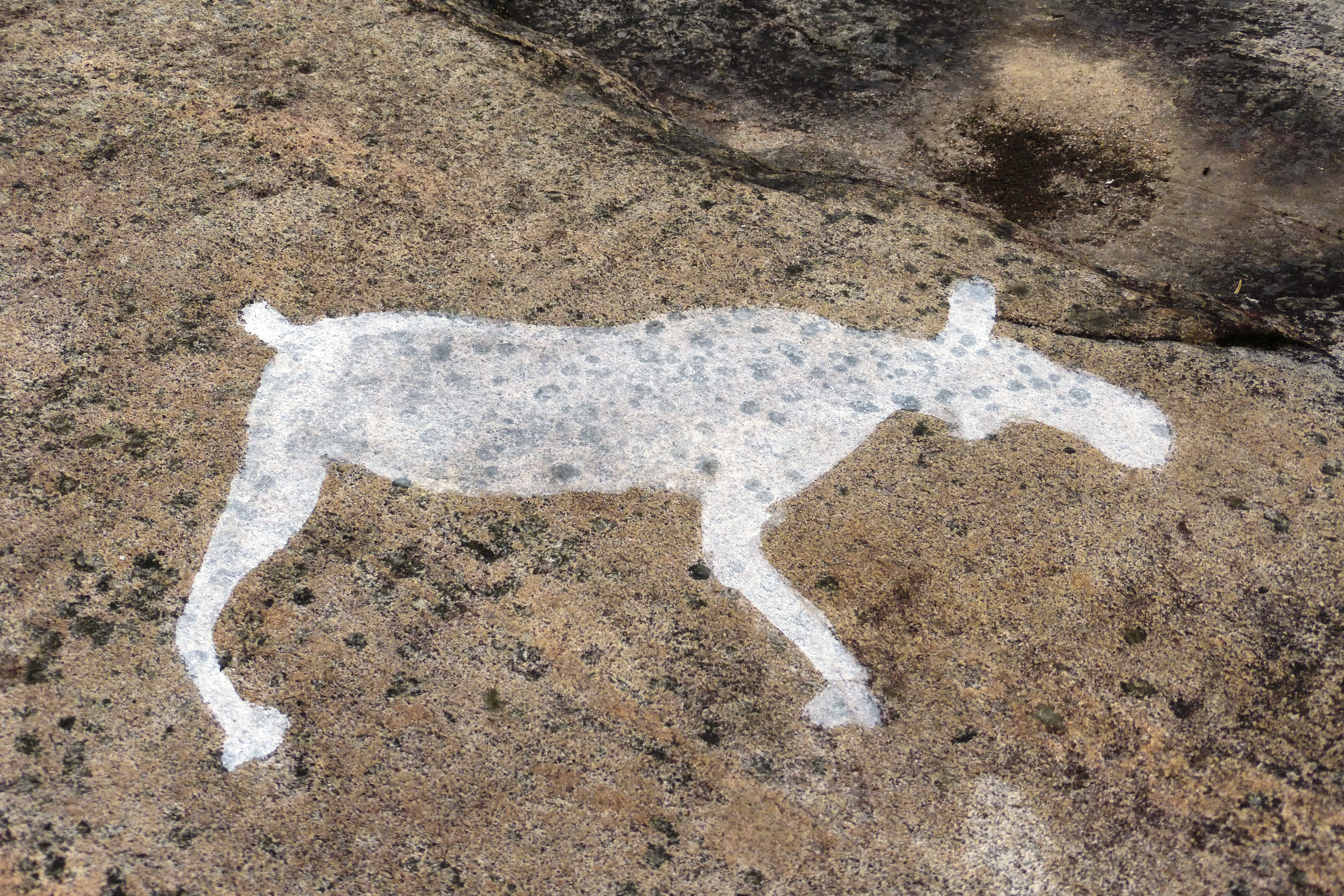
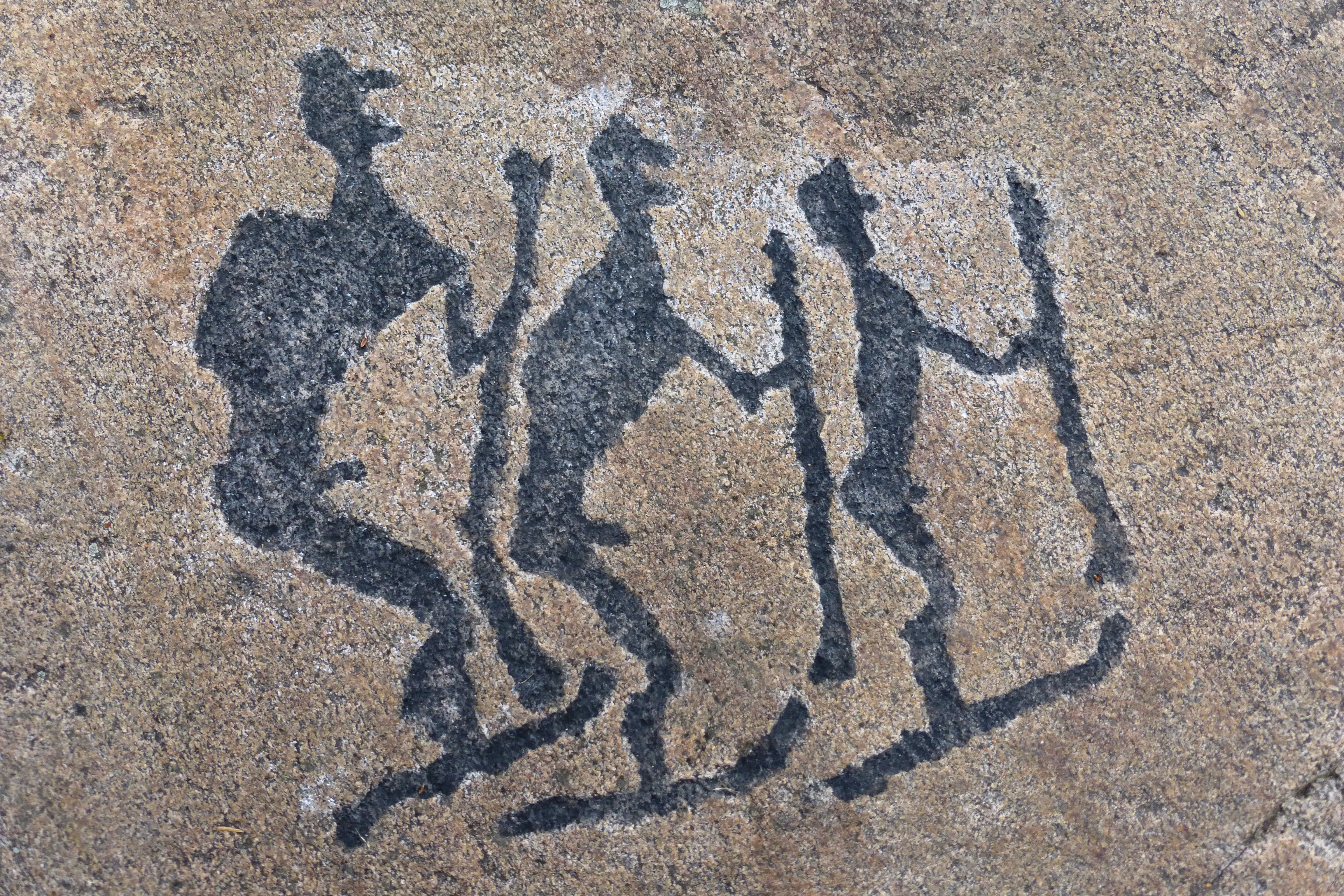
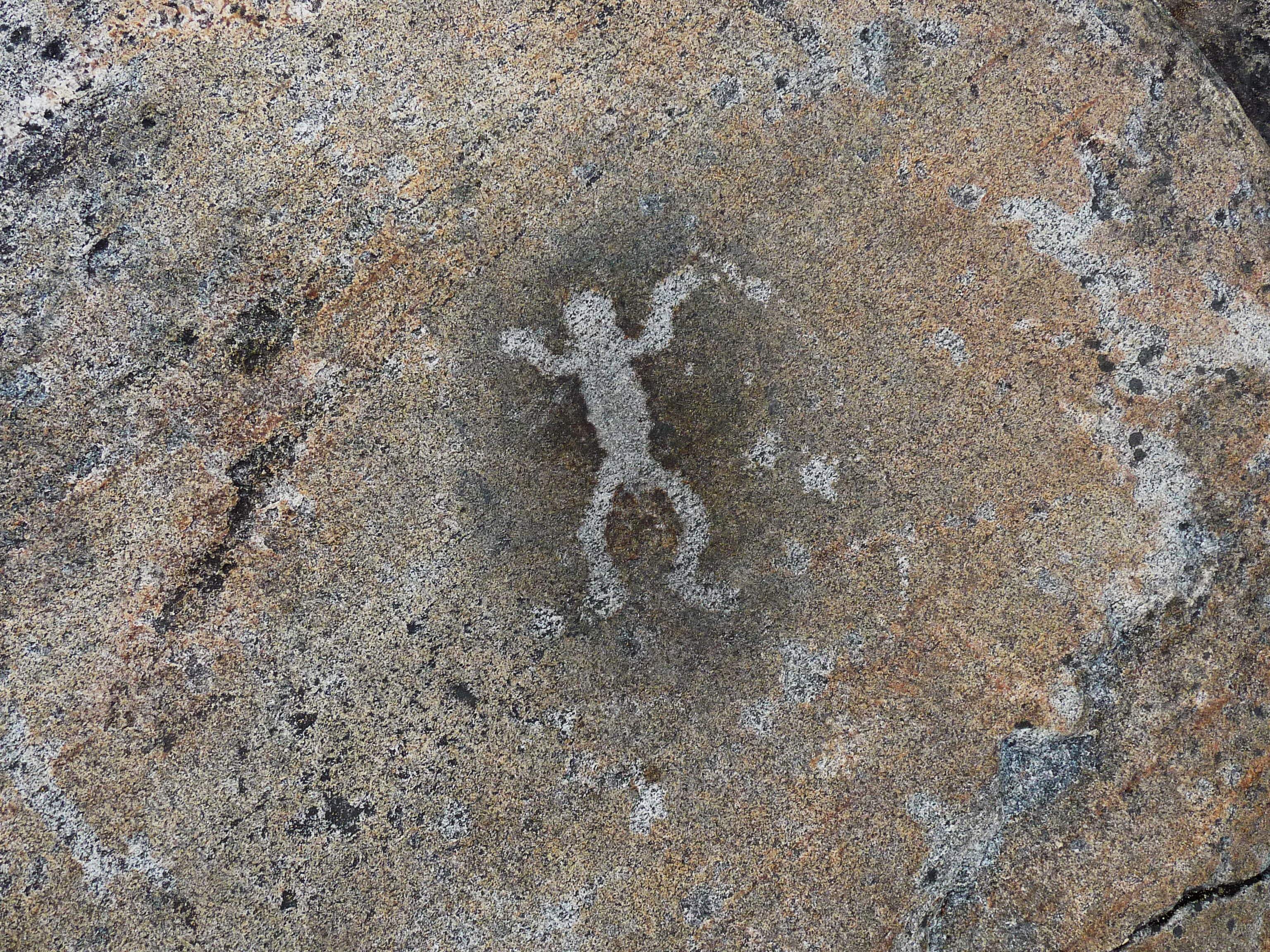